# In Sorte Diaboli
Albums de Dimmu Borgir
Stormblåst MMV
(2005) Abrahadabra
(2010)
In Sorte Diaboli (du latin signifiant « Dans le destin du Diable ») est le huitième album studio du groupe de black metal symphonique norvégien Dimmu Borgir.
L'album est sorti le 24 avril 2007 en France par le label Nuclear Blast.

## Concept
In Sorte Diaboli est le premier album conceptuel réalisé par Dimmu Borgir.
Il traite d'une histoire se passant au Moyen-Âge en Europe, celle d'un prêtre qui commence à douter de sa foi, et qui finit par prendre la place de l'Antichrist. L'histoire se termine sur une fin ouverte. 
L'album s'inscrit dans la lignée des créations du groupe en évoquant des thèmes tels que le satanisme. Les paroles à propos du mal sont toujours aussi présents. Cependant, on remarque une certaine dénonciation des vices du catholicisme.

## Ventes de l'album
Aux États-Unis, le groupe a débuté 43e au classement Billboard 200, en vendant aux environs 14 000 copies de leur disque dès la première semaine de vente. En Norvège, l'album a atteint la première place des ventes. 
C'est la première fois qu'un groupe estampillé black metal réussit une telle performance à l'international.

## Liste des morceaux
1. The Serpentine Offering - 5:10
2. The Chosen Legacy - 4:17
3. The Conspiracy Unfolds - 5:23
4. The Sacrilegious Scorn - 4:00
5. The Fallen Arises - 3:00
6. The Sinister Awakening - 5:10
7. The Fundamental Alienation - 5:16
8. The Invaluable Darkness - 4:44
9. The Foreshadowing Furnace - 5:50

## Édition limitée
Pour l'édition limitée une piste bonus en fonction des continents. 
- Europe : The Ancestral Fever (vient entre les pistes N°3 et N°4).
- USA : The Heretic Hammer (vient entre les pistes N°5 et N°6).
- Japon : Black Metal (reprise de Venom).

Un DVD bonus est aussi présent et contient :
- un video clip de The Serpentine Offering (4:42 min) ;
- le making of de l'album avec Dimmu Borgir (17:25 min) ;
- le making of du clip de The Serpentine Offering (21:52 min) ;
- une galerie de photographies ;
- Mediaplayer.

## Formation
- Shagrath: chant
- Silenoz: guitare et chant
- Galder: guitare
- ICS Vortex: basse et chant clair
- Mustis: claviers
- Hellhammer: batterie